# Tiny Tina’s Wonderlands
Tiny Tina’s Wonderlands — компьютерная игра в жанре шутера от первого лица с элементами action/RPG разработанная студией Gearbox Software и изданная 2K Games. Представляет собой спин-офф серии Borderlands и сюжетное продолжение DLC ко второй части видеоигры — Tiny Tina’s Assault on Dragon Keep. Релиз игры состоялся 25 марта 2022 года для Windows, PlayStation 4, PlayStation 5, Xbox One и Xbox Series X/S.

## Игровой процесс
Как и её предшественники, игра представляет собой шутер от первого лица с элементами ролевой игры. Игру можно проходить как в одиночку так и с тремя другими игроками в многопользовательском режиме — онлайн или локально (с разделенным экраном). Действие игры происходит после окончания сюжета DLC Tiny Tina’s Assault on Dragon Keep. События разворачиваются в мире настольной ролевой игры в фэнтезийной тематике ведущим которого выступает Крошка Тина.
В Tiny Tina’s Wonderlands игроки могут создавать своих собственных игровых персонажей (выбирая из шести различных классов) с гибкой настройкой навыков. Персонажи будут иметь характеристики, которые можно улучшить при помощи «очков героя». Как и в предыдущих играх серии в распоряжении будет иметься большой арсенал огнестрельного оружия, помимо этого, впервые они смогут владеть оружием ближнего боя. В игре присутствует процедурно сгенерированная система лута, которая способна генерировать многочисленные комбинации оружия и других приспособлений. Игроки также могут использовать различные магические заклинания, такие как вызов метеоров или превращение врагов в овец. В игре имеется внешний мир, который используется игровыми персонажами для перемещения между различными игровыми локациями. Также присутствуют случайные боевые столкновения и квесты, которые можно выполнить только во внешнем мире.

## Разработка
По словам Рэнди Питчфорда, основателя Gearbox Software, студия планировала выпустить фэнтезийный спин-офф Borderlands с начала 2010-х годов и безуспешно предлагала издателям несколько фэнтезийных проектов в первые дни существования студии. Система внешнего мира проекта была вдохновлена японскими ролевыми играми, такими как серия Final Fantasy. Gearbox специально разработала пять локаций доступ к которым можно получить только через внешний мир. Эти локации имеют свои собственные повествовательные нити, которые также связаны с основным сюжетом. К озвучке Крошки Тины была вновь привлечена актриса Эшли Бёрч, в свою очередь других главных героев озвучат Энди Сэмберг, Уилл Арнетт и Ванда Сайкс.
Несмотря на приобретение компании Gearbox Software холдингом Embracer Group в 2020 году, студия продолжала сотрудничать с издателем серии Borderlands 2K Games. Официально игра была анонсирована компанией 2K 10 июня 2021 года. Релиз игры состоялся 25 марта 2022 года для Windows, PlayStation 4, PlayStation 5, Xbox One, а также Xbox Series X/S. Версии для PS5 и Xbox Series X/S будут включать загружаемый контент под названием Dragon Lord Pack. Игроки, оформившие предварительный заказ игры, получили доступ к набору доспехов «Золотого героя».